# Faculteitsraad
De faculteitsraad is een medezeggenschapsraad van een faculteit aan een universiteit.

## Nederland
De raad adviseert het bestuur van de faculteit over het beleid ten aanzien van onderzoek en onderwijs en over de begroting. Tevens heeft de raad instemmingsrecht met betrekking tot een aantal zaken.
Over het algemeen bestaat een faculteitsraad zowel uit vertegenwoordigers van het personeel als uit vertegenwoordigers van de studenten. In Nederland vindt een faculteitsraad haar wettelijke basis in de Wet op het hoger onderwijs en wetenschappelijk onderzoek (WHW). 
Aan universiteiten met een zogeheten "gedeeld model" van medezeggenschap kent men geen faculteitsraden, maar afzonderlijke facultaire studentenraden (studentengeleding) en onderdeelscommissies (personeelsgeleding).
Ook bij hogescholen spreekt men wel van "faculteitsraad", maar de Wet spreekt van "deelraad" en behoudt de term "faculteitsraad" voor aan facultaire medezeggenschapsraden aan universiteiten.